# إليك ستوك
إليك ستوك (بالإنجليزية: Alec Stock)‏ (30 مارس 1917 في المملكة المتحدة - 16 أبريل 2001 في المملكة المتحدة) هو مدرب كرة قدم ولاعب كرة قدم بريطاني في مركز الهجوم. لعب مع تشارلتون أثلتيك وتوتنهام هوتسبير وكوينز بارك رينجرز ويوفل تاون.

## وصلات خارجية
- إليك ستوك على موقع قاعدة بيانات كرة القدم.إي يو (الإنجليزية)
- إليك ستوك على موقع عالم كرة القدم.نت (الإنجليزية)